# Aanhuurmakelaar
Een aanhuurmakelaar is een makelaar die de huurder helpt en begeleidt bij het zoeken van een geschikte bedrijfsruimte of particuliere huurwoning. Aanhuurmakelaar is een Nederlands begrip. Hij werkt specifiek in opdracht van de huurder van het vastgoed.
Een huurder zal een overeenkomst met de aanhuurmakelaar sluiten en specificeert zijn criteria binnen welke de makelaar voor hem op zoek moet gaan, zoals oppervlak, prijs, roken of huisdieren toegestaan. Aanhuurmakelaars bedienen vaak expats, aangezien zij de markt niet kennen en vaak ook niet zelf van tevoren het object kunnen bezichtigen. Soms werken ze ook voor een werkgever die werknemers naar een land haalt. Een aanhuurmakelaar werkt in opdracht van de huurder en behartigt zijn of haar belangen. Hij zoekt bedrijfsruimte of woonruimte, begeleidt een huurder tijdens de bezichtigingen, voert de onderhandelingen, beoordeelt de huurovereenkomst en gaat mee met de sleuteloverdracht. 
Er zijn twee partijen betrokken bij het huren van vastgoed: de verhuurder en de huurder. Een uitspraak van de Hoge Raad der Nederlanden van 16 oktober 2015 heeft ervoor gezorgd dat er een duidelijk onderscheid moet zijn tussen een makelaar die een huurder bedient en een makelaar die een verhuurder bedient, oftewel een verhuurmakelaar en een aanhuurmakelaar. Hetzelfde is binnen de koopmarkt al langer het geval: aankoopmakelaar en verkoopmakelaar. 
Bij het zoeken van bedrijfsruimte of een particuliere huurwoning was men in het verleden afhankelijk van een verhuurmakelaar. Zij verhuren bedrijfsruimte of woningen in opdracht van de verhuurder. Een verhuurmakelaar werkt echter in opdracht van de verhuurder en zal ook voornamelijk in diens belang handelen, het feit dat huurders wel bemiddelingskosten moesten betalen leidde tot fricties en werd gezien als belangenverstrengeling. Vooral wanneer de makelaar door beide betaald werd, gold dit. Wanneer een aanhuurmakelaar wordt ingeschakeld worden ook door de huurder bemiddelingskosten betaald maar handelt de makelaar in diens belang en niet namens de verhuurder.